# Gesteppte Leinwandrüstung
Eine Gesteppte Leinwandrüstung, auch Mokmyeon-gap, ist eine Schutzwaffe aus Korea.

## Beschreibung
Eine Gesteppte Leinwandrüstung besteht aus dicker, schwerer Leinwand. Diese Art der Rüstung wird seit dem Ende des 16. Jahrhunderts in der Joseon-Dynastie in Korea benutzt. Sie war eher für die einfachen Infanteriesoldaten gedacht, die sich keine hochwertige Rüstung leisten konnten. Die gesamte Rüstung besteht aus einem Helm, der mit Metallteilen verstärkt ist, einer Jacke und einer Art Kilt, die alle nach demselben Prinzip aufgebaut sind. Auf der Jacke, den Seitenteilen des Helmes und dem Kilt sind Schriftzeichen angebracht, die mittels Blockdruck aufgebracht wurden. Die Schriftzeichen auf der Brust bedeuten: Om mani padme hum (Bedeutung und Erläuterung siehe dort). Auf dem Helm und dem Kilt sind die Symbole der „Fünf heiligen Berge“ des Taoismus zu sehen. Diese Art der Stoffrüstungen ist sehr selten, weltweit gibt es nur noch sehr wenige dieser Rüstungen.